# Рађај синове
Рађај синове је шести студијски албум српског певача Џеја Рамадановског, издат 1993. године за Lucky Sound, у продукцији Александра Футе Радуловића.
| №   | Назив                                                       | Текст                     | Музика       | Трајање |  |
| 1.  | ритам (коришћен мотив из песме Волим жене Б. Ђорђевића)     | М. Туцаковић              | А. Радуловић | 3:01    |  |
| 2.  | Успори мало судбино сестро                                  | М. Туцаковић              | А. Радуловић | 3:21    |  |
| 3.  | Ја битанга и бараба                                         | М. Туцаковић              | А. Радуловић | 3:31    |  |
| 4.  | Овај живот није лак                                         | М. Туцаковић              | А. Радуловић | 2:59    |  |
| 5.  | Животе, жено без морала                                     | М. Туцаковић              | А. Радуловић | 3:41    |  |
| 6.  | Рађај синове                                                | М. Туцаковић              | А. Радуловић | 3:02    |  |
| 7.  | Ноћас ми се не спава                                        | М. Туцаковић              | А. Радуловић | 3:32    |  |
| 8.  | Зашто правиш мајмуна од мене (специјални гост: Влада Пецељ) | М. Туцаковић              | А. Радуловић | 3:02    |  |
| 9.  | За Београд (специјални гост: Мића Костић)                   | М. Туцаковић Д. Ковачевић | В. Костић    | 3:38    |  |
| 10. | Чашо проклета                                               | Ц. Тодоровић М. Туцаковић | Ц. Тодоровић | 3:11    |  |